# Lajos Geduly
Lajos Geduly (auch Ludwig Geduly, * 17. März 1815 in Nyitraszerdahely, Königreich Ungarn; † 29. Januar 1890 in Pozsony, ebd.) war ungarischer evangelischer Bischof für den Distrikt Cisdanubien und Abgeordneter im Ungarischen Landtag.

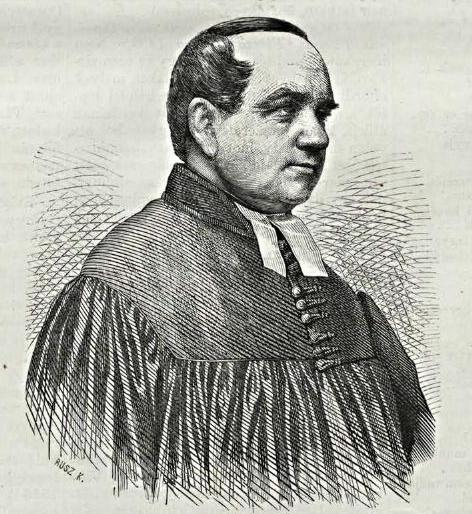
Lajos Geduly

## Leben
Lajos Geduly war ein Sohn des evangelischen Pfarrers Johannes Geduly und dessen Ehefrau Eva Christine Petényi. Seinen ersten Schulunterricht genoss er in Abelfalva. Ein Jahr später setzte er die Schulausbildung bei seinem Großvater Johannes Geduly Sen. in Tamási fort. 1823 wurde er nach Losoncz geschickt, um die ungarische Sprache zu erlernen. Die Gymnasialjahre verbrachte er am Lyzeum in Selmecbánya, wo er auch das Abitur ablegte. Danach setzte er seine Studien in Preßburg fort (Theologie und Philosophie). Am 4. August 1835 bestand er die Kandidatenprüfung und kam dann als Lehrer in die Senioralschule nach Losoncz. Geduly wollte gerne in Deutschland evangelische Theologie studieren; da jedoch damals ein Besuch deutscher Universitäten für Studenten der Theologie staatlich verboten war, musste er sich damit begnügen, die Wiener theologische Lehranstalt zu besuchen. Mit seinem Theologiestudium war er bereits mit 22 Jahren fertig, die Gemeinde Kálnó (Komitat Nógrád) wählte ihn zum Pfarrer, der Superintendent verweigerte jedoch die Ordination, da damals niemand vor seinem 24. Lebensjahr ordiniert werden durfte.
Lajos Geduly war seit dem 26. Mai 1840 mit der aus Besztercebánya stammenden Anna geb. Svehla verheiratet. Aus der Ehe gingen sieben Kinder hervor.
Am 30. April 1838 wurde Geduly zum Pfarrer ordiniert. Danach durchlief er Pfarrstellen in verschiedenen kleineren Dörfern, bis er im Jahre 1850 zum Pfarrer in Neusohl gewählt wurde. Im Jahre 1857 berief ihn die Deutsche Evangelische Kirchengemeinde A.B. zu Preßburg auf die seit dem tragischen Ende des Pfarrers Paul Rázga unbesetzt gebliebene Pfarrstelle. Am ersten Sonntag des Jahres 1858 wurde er in sein Amt feierlich eingeführt. Nachdem Superintendent Stromszky, der gleichzeitig erster Prediger der Deutschen Gemeinde in Preßburg war, 1861 gestorben war, wurde nicht nur die Stelle des ersten Predigers der Gemeinde, sondern auch das Amt des Superintendenten frei. An Stromszkys Stelle wurde nahezu einstimmig zum neuen Superintendenten für den Distrikt Cisdanubien gewählt. Am 22. August 1861 erfolgte seine feierliche Einführung durch Superintendent József Székács. Die Preßburger Zeitung veröffentlichte in ihrer Nummer vom 23. August 1861 einen ausführlichen Bericht:
Die Feier der Installation des neuen Superintendenten, des hochwürdigen Herrn Ludwig Geduly, fand gestern in der evangelisch-deutschen Kirche auf eine erhebende Weise statt. [...]  Der neue Oberhirte wurde durch eine Deputation zugleich mit dem hochwürdigen Herrn Szekács in die Versammlung geleitet. Der Zug ging hierauf in die deutsche Kirche und reihte sich in die angewiesenen Sitze um den Altar. [...] Nach der Predigt von Pfarrer August Raabe [...] wurde dem ernannten Oberhirten das heilige Abendmahl gereicht. Und nun folgte die Haupthandlung der ganzen Feier. Der hochwürdige Superintendent aus Pest, Herr Josef Szekács, assistiert von den beiden Senioren HH. Mathias Szwaty und Karl Hollerung, erschien vor dem Altar, hielt die Weiherede in ungarischem Idiom an seinem gegenüber innerhalb des Altars stehenden neuen Oberhirten, und stellte dann an die versammelten Abgeordneten der Seniorate die feierliche Frage: ob sie bereit seien, den Neuerwählten als ihren Oberhirten anzuerkennen? Auf das laut erwiderte "Ja" wendete sich der Redner an den Neuerwählten mit der Frage: ob er ein treuer Oberhirte des Districtes sein wolle? Auf das laute "Ja" forderte ihn der Redner auf, den vorgeschriebenen Amtseid zu leisten, welchen der Einzuweihende mit lauter Stimme, die linke Hand auf das vorgehaltene Evangelienbuch legend, die Rechte aber erhoben haltend und knieend  aussprach. Während der feierlichen Eidleistung hatte sich die ganze Versammlung von ihren Sitzen erhoben. Der Weihredner legte seine rechte Hand auf das Haupt des Knieenden und sprach die Segensworte aus; dasselbe thaten nach ihm die beiden Assistenten je in slavischer und deutscher Sprache. Dann stellten sich die übrigen Senioren im Kreise um den zu Weihenden und sangen, während sie die Hände auf das Haupt des Knieenden legten, den alten feierlichen Gesang: Confirma Deus etc. [...]
Seine Amtszeit zuerst als Pfarrer der Preßburger Gemeinde und später auch als Superintendent war vom Streit um das Kaiserliche Patent vom 1. September 1859 geprägt. Geduly gehörte auch zu den Gegnern dieses Patents es wurde ihm in diesem Zusammenhang vorgeworfen, er würde an einer Union mit den Reformierten nach dem Muster der Evangelischen Kirche der altpreußischen Union arbeiten und dadurch das Luthertums verraten und bewusst aufgeben. Aber solche Verdächtigungen wurden nur von einzelnen Widersachern vorgebracht, die meisten Gemeinden brachten Geduly volles Vertrauen entgegen.
Am 30. November 1865 wurde Geduly zum Abgeordneten für den Wahlkreis Pozsony I in den Ungarischen Landtag gewählt und nahm als solcher am 8. Juni 1867 auch an der Königskrönung von Franz Joseph und Elisabeth in der Matthiaskirche zu Buda teil. Er befand sich auch in der Deputation, die Franz Joseph das Krönungsdiplom überreichte.
Geduly war ein Mann, der seine Pflichten sehr ernst nahm und gewissenhaft erfüllte. Als Auszeichnung erhielt er deshalb im Jahre 1873 den Titel eines Königlichen Rats; 1883 wurde sein 25-jähriges Amtsjubiläum (als Pfarrer in Deutschen Gemeinde in Preßburg) gefeiert, aus diesem Anlass erteilte ihm die k. k. Theologische Fakultät in Wien den Titel eines Dr. theol. h. c. Im Jahre 1885 wurde Geduly Mitglied des Oberhauses. 1886 wurde er mit dem Komtur-Kreuz des Franz-Josephs-Ordens ausgezeichnet. Anlässlich seines 25-jährigen Bischofsjubiläums stiftete er das "Gedulyanum" ein Stipendium für Hörer der Theologischen Akademie in Preßburg. Diese Stiftung bestand bis zum Ende des Ersten Weltkrieges und unterstützte mittellose Theologiestudenten.
Geduly war auch publizistisch tätig. Zahlreiche Arbeiten von ihm sind auch im Druck erschienen. Sein Grundsatz war, dass innerhalb des kirchlichen Lebens der Ungarländischen Evangelischen Kirche A. B. keine Nationalität den Vorrang haben dürfe. Diese Einstellung, die er auch in seinen Publikationen vertrat, machte ihn deshalb unter seinen Zeitgenossen so beliebt.
Als überzeugter Anhänger Österreich-Ungarns war Lajos Geduly ein entschiedener Gegner der von Ľudovít Štúr betriebenen slowakischen Nationalbewegung. Auch lehnte er den von Štúr und seinem Kreis propagierten Panslawismus ab.
Am 22. September 1888 erlitt Geduly einen Schlaganfall, der seine Tätigkeit sehr einschränkte. Geduly starb infolge eines Sturzes auf der Straße am 29. Januar 1890 in Preßburg. Die sterblichen Überreste von Bischof Geduly wurden am 2. Februar 1890 in der Deutschen Evangelischen Kirche A. B. aufgebahrt und eingesegnet. Die Trauerreden wurden von Pfarrer Johannes Fürst in deutscher Sprache und Boleslaus Franz von Trßtyénßky in ungarischer Sprache gehalten. Von dort wurde der Sarg in einem feierlichen Leichenzug – den eine große Anzahl von Trauergästen, sowie Prominenz der Stadt Preßburg und Umgebung das Geleit gab – zum Evangelischen Gaistor Friedhof gebracht und in einem Grab neben seiner Ehefrau bestattet. Über die Begräbnisfeierlichkeiten berichtete die Preßburger Zeitung am 2. Februar 1890 in einem ausführlichen Bericht (siehe Weblinks).